# Daughter from Danang
Daughter from Danang è un documentario del 2002 diretto da Gail Dolginn e Vicente Franco candidato al premio Oscar al miglior documentario.